# William Laud
William Laud ( Reading, 7 de octubre de 1573-Londres, 10 de enero de 1645) fue un eclesiástico inglés. Ordenado sacerdote en 1601, fue obispo de St Davids (1621), de Bath and Wells (1626), de Londres (1628), y canciller de Oxford (1630) antes de ser consagrado arzobispo de Canterbury en 1633. 
Fue encarcelado en la Torre de Londres y posteriormente decapitado, como parte de la Guerra Civil Inglesa por su apoyo al rey Carlos I de Inglaterra y su apoyo al libre albedrío católico contra la predestinación calvinista del puritanismo en la Iglesia de Inglaterra o anglicana.